# Stachys pringlei
Stachys pringlei là một loài thực vật có hoa trong họ Hoa môi. Loài này được Greenm. miêu tả khoa học đầu tiên năm 1905.